# Richard A. Cohen
Richard A. Cohen (ur. 1952) – amerykański nielicencjonowany terapeuta, proponent określanych jako pseudonaukowe terapii konwersyjnej, terapii przytrzymywania i bioenergetyki mających na celu zmianę orientacji seksualnej, oraz współpracownik zaliczanego do nowych ruchów religijnych Kościoła Zjednoczeniowego. Twierdzi, że jest byłym homoseksualistą; ma żonę i trójkę dzieci. Założyciel i dyrektor International Healing Foundation (Międzynarodowej Fundacji Uzdrowienia) z siedzibą w Waszyngtonie. Członek stowarzyszeń chrześcijańskich doradców oraz organizacji zajmujących się badaniami i terapią SSA. Autor autobiograficznych i poświęconych terapii konwersyjnej książek Wyjść na prostą. Rozumienie i uzdrawianie homoseksualizmu, oraz Gdy twoje dziecko jest gejem.
Po upublicznieniu szczegółów stosowanych przez niego metod w latach 2000. organizacje naukowe, i część organizacji religijnych kierujących pomoc do osób homoseksualnych, usunęły go ze swoich szeregów oraz zdystansowały się do jego podejścia. Terapia konwersyjna, terapia przytrzymywania i bioenergetyka w środowisku naukowym głównego nurtu uznane są na podstawie badań za zdyskredytowane, nieskuteczne i szkodliwe. 

## Życiorys
Według jego relacji, był w dzieciństwie ofiarą napastowania seksualnego. W latach 1970. związał się z Kościołem Zjednoczeniowym, uznawanym za kontrowersyjny nowy ruch religijny, i herezję od chrześcijaństwa nicejskiego, gdzie zawarł w 1982 zaaranżowane małżeństwo. Jeszcze jako ojciec dwóch synów pozostawał w długoterminowych związkach z mężczyznami. Podaje, że zmienił orientację seksualną w 1987 roku.
W 2002 roku został wydalony z American Counseling Association za wielokrotne naruszenia etyki terapeutycznej. Sam twierdzi, że rzeczywistym powodem jest nienawiść ze strony osób o skłonnościach homoseksualnych niezgadzających się z jego tezami, w tym prezesa ACA, który w celu wydalenia go wykorzystał jednostkowy przypadek pacjenta Cohena, który wniósł przeciw niemu oskarżenie do sądu.
Cohen kilkakrotnie przebywał w Polsce, na zaproszenie Wyższej Szkoły Kultury Społecznej i Medialnej w Toruniu, Telewizji Trwam, Radia Maryja, lubelskiej grupy Odwaga, i Katolickiego Uniwersytetu Lubelskiego.

## Poglądy
Richard Cohen opisał swoje podejście terapeutyczne w następujący sposób: „Homoseksualizm ma wiele różnych przyczyn. Potrzeba miłości i zainteresowania ze strony rodzica tej samej płci, konieczność identyfikacji z tą samą płcią i lęk przed bliskością osoby odmiennej płci są głównymi bodźcami postępowania kobiet i mężczyzn ze skłonnościami homoseksualnymi. Wielu z nich poszukuje zmiany swojej orientacji homoseksualnej na heteroseksualną[niewiarygodne źródło?].” Wśród przyczyn homoseksualizmu wymienia m.in. brak więzi emocjonalnej między ojcem i synem lub matką i córką, zależność emocjonalną od rodzica przeciwnej płci, brak lub zbyt mała ilość więzi z rówieśnikami tej samej płci, nadwrażliwość emocjonalna, doświadczenie przemocy na tle seksualnym.
Wypowiadał się na terenie Sejmu RP: „Homoseksualizm zawsze jest symptomem niewyleczonych ran z dzieciństwa i niezaspokojonej potrzeby miłości”. Mówił o tym, że sam był dzieckiem nieakceptowanym przez ojca i molestowanym seksualnie przez wujka.
Przyznał, że przez wiele lat spotykał się z mężczyznami. „W ich ramionach szukałem niezaspokojonej miłości ojca”. Oświadczył, że dopiero kiedy zrozumiał istotę homoseksualizmu, zdał sobie sprawę, że można się z niego wyleczyć.
Twierdzi, że opracował metodę leczenia homoseksualizmu, w której najważniejsze jest zrozumienie jego przyczyn i uzyskanie pomocy. Jego zdaniem „konieczne jest doprowadzenie do zmiany, zazwyczaj negatywnego, stosunku społeczeństwa do takich osób. Uprzedzenia wobec homoseksualistów są bardzo niestosowne i szkodliwe”.